# You Found Me
You Found Me is een nummer van de Amerikaanse rockgroep The Fray. Het werd als leadsingle uitgebracht ter promotie van het tweede studioalbum van de band, genaamd The Fray.
Het nummer werd al voor de albumrelease live uitgevoerd tijdens concerten in Europa, waar het nummer als Amistad werd weergeven. Vanaf 20 november 2008 was het nummer als stream beschikbaar op de website van de band en werd de dagen erna vrijgegeven op digitale webwinkels als download. You Found Me passeerde in de Verenigde Staten net als How to Save a Life en Over My Head (Cable Car) de downloadgrens van twee miljoen.

## Achtergrondinformatie
De songteksten van het nummer waren al twee-en-een-half jaar voor de release geschreven en gaan volgens schrijver Isaac Slade over het kwaad en de vraag "waarom" aan God als er slechte dingen gebeuren met goede personen.
Het nummer bereikte de zevende positie in de Amerikaanse Billboard Hot 100, waarmee het How to Save a Life voor zich moet laten als best genoteerde single van de band. Door de twee miljoen downloads heeft het de dubbele platina status bereikt. In de Australische ARIA Charts deed het nummer het nog beter door de eerste positie te bereiken, die het vier weken bezet hield. In Nederland en Vlaanderen faalde het nummer de tipparades te overleven.

## Verschijningen in popcultuur
- Een optreden tijdens de American Music Awards in 2008.
- In de trailer van het vijfde seizoen van Lost.
- In de trailer voor het eerste seizoen van de Amerikaanse televisieserie All Saints.
- Meerdere malen tijdens het achtste seizoen van American Idol.
- Aan het einde van een aflevering van One Tree Hill.
- Een reclamespot van de MTV-serie The Real World.
- Als basis van het parodienummer You Found God van de Australische radio-dj's Hamish en Andy.
- In een optreden van deelnemer Seth Drury tijdens Australian Idol.